# العلاقات الفلبينية البليزية
العلاقات الفلبينية البليزية هي العلاقات الثنائية التي تجمع بين الفلبين وبليز.

## مقارنة بين البلدين
هذه مقارنة عامة ومرجعية للدولتين:
| وجه المقارنة                                              | الفلبين                       | بليز         |
| --------------------------------------------------------- | ----------------------------- | ------------ |
| المساحة (كم2)                                             | 343.45 ألف                    | 22.97 ألف    |
| عدد السكان (نسمة)                                         | 104.92 مليون                  | 374.68 ألف   |
| الكثافة السكانية (ن./كم²)                                 | 305.49                        | 16.31        |
| العاصمة                                                   | مانيلا                        | بلموبان      |
| اللغة الرسمية                                             | اللغة الفلبينية، لغة إنجليزية | لغة إنجليزية |
| العملة                                                    | بيسو فلبيني                   | دولار بليزي  |
| الناتج المحلي الإجمالي (بليون دولار)                      | 313.60 مليار                  | 1.84 مليار   |
| الناتج المحلي الإجمالي (تعادل القوة الشرائية) بليون دولار | 743.90 مليار                  | 3.05 مليار   |
| الناتج المحلي الإجمالي الاسمي للفرد دولار أمريكي          | 2.90 ألف                      | 4.88 ألف     |
| الناتج المحلي الإجمالي للفرد دولار أمريكي                 | 7.39 ألف                      | 8.42 ألف     |
| مؤشر التنمية البشرية                                      | 0.668                         | 0.715        |
| رمز المكالمات الدولي                                      | +63                           | +501         |
| رمز الإنترنت                                              | .ph                           | .bz          |
| المنطقة الزمنية                                           | توقيت الفلبين                 | 00           |

## منظمات دولية مشتركة
يشترك البلدان في عضوية مجموعة من المنظمات الدولية، منها:
| علم المنظمة | اسم المنظمة                        | تاريخ انضمام الفلبين | تاريخ انضمام بليز |
| ----------- | ---------------------------------- | -------------------- | ----------------- |
|             | وكالة ضمان الاستثمار متعدد الأطراف | 8 فبراير 1994        | 29 يونيو 1992     |
|             | منظمة الشرطة الجنائية الدولية      | ?                    | ?                 |
|             | منظمة حظر الأسلحة الكيميائية       | ?                    | ?                 |
|             | منظمة التجارة العالمية             | 1995                 | ?                 |
|             | الفريق المعني برصد الأرض           | ?                    | ?                 |
|             | الأمم المتحدة                      | 24 أكتوبر 1945       | 25 سبتمبر 1981    |
|             | مؤسسة التمويل الدولية              | 12 أغسطس 1957        | 19 مارس 1982      |
|             | يونسكو                             | 21 نوفمبر 1946       | 10 مايو 1982      |
|             | مؤسسة التنمية الدولية              | 28 أكتوبر 1960       | 19 مارس 1982      |
|             | البنك الدولي للإنشاء والتعمير      | 27 ديسمبر 1945       | 19 مارس 1982      |
|             | الاتحاد البريدي العالمي            | ?                    | ?                 |
|             | الاتحاد الدولي للاتصالات           | 25 مايو 1912         | 16 ديسمبر 1981    |

## وصلات خارجية
- موقع وزارة الخارجية الفلبينية
- موقع وزارة الخارجية البليزية